# Lincoln Hurring
Lincoln Norman William Hurring, né le 15 septembre 1931 à Dunedin et mort le 21 avril 1993 à Milford, est un nageur néo-zélandais.

## Carrière
Il est médaillé d'argent du 110 yards dos et du relais 3x110 yards nage libre aux Jeux de l'Empire britannique et du Commonwealth de 1954 à Vancouver. Elle est éliminée en séries du 100 mètres dos aux Jeux olympiques d'été de 1952 à Helsinki et aux Jeux olympiques d'été de 1956 à Melbourne.

## Famille
Il est le mari de la nageuse Jean Stewart et le père du nageur Gary Hurring.